# Renzo Bardelli
Renzo Bardelli (Bottegone, 3 aprile 1937 – Pistoia, 2 marzo 2018) è stato un politico italiano.
Renzo Bardelli, nasce a Bottegone (Pistoia), laureato in Materie letterarie, è stato consigliere comunale dal 1965 al 1967, diventò assessore nel 1967, vicesindaco e poi sindaco per l’amministrazione comunale di Pistoia tra le file del PCI dal 1964 al 1990. Dopo essersi dimesso volontariamente da quest’ultimo incarico, non condividendo le impostazioni e le scelte del suo partito, è stato funzionario della Provincia di Pistoia e quindi docente di Etica dello sport presso il Corso di laurea in Scienze Motorie della Facoltà di Medicina dell'Università degli Studi di Firenze. Si è spento a Pistoia il 1º marzo 2018.
Nel giugno 2007 è stato insignito della Onorificenza al Merito Civile di "Cavaliere della Repubblica" con Decreto del Presidente della Repubblica.
Dal 1985 al 1994 è stato presidente del G.S. Bottegone ciclismo / Giusti per l'Edilizia / Italiana Petroli, dove sotto la sua presidenza hanno militato atleti come Mario Cipollini, Michele Bartoli, Luca Scinto, Alessandro Petacchi, Paolo Fornaciari ed altri 50 corridori passati al professionismo, tutti sotto la guida dei direttori sportivi Giorgio Vannucci insieme a un giovane Daniele Tortoli.
Dal 1995 al 1997 è presidente dell'U.C. Il Micco / Giusti per l'Edilizia - Pistoia con atleti come Danilo di Luca e Alessandro Petacchi, oltre a incarichi a livello nazionale nella Federciclismo.
La politica e lo sport sono stati da sempre pilastri della sua vita. Tra gli undici libri pubblicati si ricordano: Generazione Epo. Chi e come ha distrutto il ciclismo (2004) con cui vinse il primo premio CONI nazionale per la Saggistica sportiva, Un Cappotto per Sandro Pertini (1997), Le mani degli amici (1985), Memorie comuniste (Polistampa, Firenze 2010), Ivano Fanini-Amore e vita per il ciclismo (Geo Edizioni Empoli 1999), Le nozze d'oro con il calcio-50 anni di attività della A.S. Virtus Bottegone (Geo Edizioni Empoli 1999) e Mondo Doping-Angeli demoni e furbetti nello sport (Bradipolibri 2008).
È stato presidente provinciale dell’Unione Nazionale Veterani dello Sport (UNVS), è stato insignito della medaglia d'argento per meriti sportivi dal CONI ed ha avuto riconoscimenti ufficiali dal CIO (Comitato Olimpico Internazionale) e dall'UCI (Unione Ciclistica Internazionale) per la sua attività di appassionato sportivo nel ciclismo.
È stato ideatore e organizzatore del "Memorial Giampaolo Bardelli" creato nel 1985 in onore del fratello scomparso, e dal 1985 al 1997 gara ciclistica per dilettanti mentre dal 1998 riservato invece - unica iniziativa del genere, nel mondo - a quanti si fossero prodigati a diffondere una visione etica dello sport, e in particolare del suo e nostro tanto amato ciclismo. Dal 1998, appunto, in quella stagione miliare di non ritorno dalla lotta al doping. al unica manifestazione al mondo che premia gli autori di iniziative antidoping e i promotori dello sport etico.
Nel giugno 2012 ha fondato una nuova società sportiva: il Gruppo Sportivo Giampaolo Bardelli per lo sport etico.
Inoltre è stato il rappresentante del Comune di Pistoia nel Comitato dei Mondiali di ciclismo Toscana - Firenze 2013.